# Oradour-Fanais
Oradour-Fanais é uma comuna francesa na região administrativa da Nova Aquitânia, no departamento de Charente. Estende-se por uma área de 26,41 km². Em 2010 a comuna tinha 405 habitantes (densidade: 15,3 hab./km²).